# Ambicholestes crassicornis
Ambicholestes crassicornis är en kräftdjursart som först beskrevs av Just 1984.  Ambicholestes crassicornis ingår i släktet Ambicholestes och familjen Ischyroceridae. Inga underarter finns listade i Catalogue of Life.